# طريق حورس
طريق حورس هو طريق بري ربط مصر بآسيا، يقودها من السويس إلى مدينة رفح المصرية. كان محميًا بأحد عشر حصنًا تم بناؤها خلال الأسرتين الثامنة عشر والتاسعة عشر في عهد الإمبراطورية المصرية، التي خدمت في آن واحد للدفاع عنها وكمراكز حراسة على الحدود الشرقية للبلاد. كانت هذه الحصون مدعومة بنظام معقد من مخازن الحبوب والآبار، وكانت تقع على بعد مسافة يوم واحد من بعضها البعض، مما سمح للجيش (أو التجار) بعبور شبه جزيرة سيناء بأمان، واعتُبروا من الأهمية بمكان بحيث تم تمثيلهم في معبد سيتي الأول في الكرنك (طيبة).

## حصون وقلاع طريق حورس
على الرغم من اختلاف آراء علماء المصريات فيما يتعلق ببداية المسار العسكري أو ما يسمى طريق حورس الموضحة في نقش معركة الملك سيتي الأول في ساحة الأعمدة بمعبد الكرنك، حيث يحتوي على 12 حصنًا عسكريًا لكنهم يتفقون على الوجود الحقيقي للطريق.
اكتشف علماء المصريات حتى الآن 4 حصون، اثنتان منها في القنطرة شرق (القنطرة الشرقية) في تل حبوح وتل البرج. الثالث في بئر العبد. الرابعة بمنطقة الخروب قرب العريش.
لكن الأكبر هو تل حابوح الذي كان في السابق حصنًا مصريًا قديمًا في ثارو، وهي أول قلعة شيدت على الطريق. تم تأكيد ذلك من خلال بردية أنستاسي التي تحمل رسومات متنوعة نقشها تحتمس الثالث. احتوت القلعة على مركز للجيش المصري وثكنات الجنود ومنازل الضباط. المخازن المركزية للدولة واسطبل. في الواقع، إنه اكتشاف مهم لأنه يشكل نموذجًا للعمارة العسكرية في مصر القديمة، والاستراتيجية المصرية، عبر العصور المختلفة، لحماية مصر بأكملها.
كما تقدم نموذجًا للقائد والجندي المصري، منذ ثلاثة آلاف عام، أثناء تأسيس هذا الصرح العظيم والخط الدفاعي على شكل سلسلة من الحصون والمدن العسكرية.
وبحسب نص مصري قديم، فقد اختيرت قلعة ثارو بالاستراتيجية العسكرية المصرية لتكون في نهاية الخط الفاصل بين الخط الأخضر والخط الأصفر. كان أول من تم تحصينه بجدارين متوازيين، تلاه 11 حصنًا كنقاط إنذار مبكرًا قبل وصول أي جيش فاتح إلى قلعة ثارو ذات الموقع الاستراتيجي. في نفس المجال كان هناك مجتمع اقتصادي، مما يدل على ذلك كانت منطقة تجارية وجمركية حيث تم تحصيل الضرائب الجمركية قبل وصولها إلى الدلتا.
كان أهم اكتشاف للبعثة الأمريكية في تل البرج هو مجموعة من الفخار الأزرق اللون يعود تاريخه إلى الأسرة الثامنة عشرة. رسم للملك رمسيس الثاني. الجرار الترابية التي تحمل أختام توت عنخ آمون، الأمر الذي يشير إلى أن طريق حورس كان يستخدم من قبل العديد من الملوك المصريين مثل تحتمس الثالث ورمسيس الثاني ومرنبتاح وحورمحب. تشير الجرار الفخارية المكتشفة التي تعود إلى حقبة العمارنة إلى وجود علاقات اقتصادية بين طيبة في مصر العليا ومنطقة ثارو المشهورة بتصدير الجرار التي تحتوي على أفضل أنواع النبيذ في ذلك الوقت؛ وهذا دليل أيضا على أن هذه المنطقة من شرق القنطرة (ترعة السلام حاليا) كانت مزروعة بالعنب.
من بين الاكتشافات الجديدة في تل البرج، مقبرة أثرية مهمة تحتوي على قبور مستطيلة مبنية من الآجر وغرف واسعة وفخار مستورد من فلسطين وسوريا وقبرص، مما يشير إلى وجود علاقات تجارية بين مصر ودول الشرق الأدنى القديمة؛ وأن طريق حورس كان طريقًا عسكريًا وتجاريًا.
ويشير رئيس البعثة الأثرية المصرية العاملة في المنطقة إلى تل أبو صيفي بالقرب من تل حابوح في القنطرة الشرقية على أنها تمثل الموقع الرئيسي الثاني الذي حدد البوابة الشرقية لمصر. هناك تم اكتشاف قلعة سيلا بجدرانها التي يبلغ عرضها 13 متراً تتداخل مع مساحات وغرف للحراس.
القلعة لها برج شرقي مع بوابة رئيسية خارجية ومسار من الحجر الجيري يؤدي إلى داخل القلعة وإلى المعبد الرئيسي الذي تبلغ مساحته 1500 متر مربع في سيلا، المدينة الرومانية؛ كما تم اكتشاف غرف للآلهة المختلفة ومخازن مؤن ومجموعة كبيرة من اللوحات التربوية التي يستخدمها الكهنة لتعليم الطلاب داخل المعبد.
تم اكتشاف مدينة صغيرة يعود تاريخها إلى العصر البطلمي بسلسلة من المنازل التي تطل على أربعة شوارع رئيسية متقاطعة مثل رقعة الشطرنج، بطريقة مشابهة للتخطيط المعماري الهيليني القديم.
أدى اكتشاف تل أبو صيفي إلى اكتشاف هيكل كبير على شكل ديكل وسلسلة من المرسى، كدليل على وجود هندسة الموانئ في البوابة الشرقية لمصر، وهو الأمر الذي يشير إلى وجود تبادل تجاري بين مصر ودول البحر الأبيض المتوسط.
وأخيرا، وباكتشاف بعض القلاع الموجودة على طول طريق حورس العسكري، بالإضافة إلى مساعي البعثة المصرية الأمريكية المسؤولة عن البحث والتنقيب عن آثار حصون الطريق. أصبحت شمال سيناء منطقة عسكرية مفتوحة متحف بآثاره العسكرية بعد إغراق حصون النوبة التي كانت الرمز العسكري المتبقي لقلاع سيناء.
كان طريق حورس يتألف من أحد عشر قلاعًا على نفس الطريق للدفاع عن مصر ضد هجمات محتملة من سوريا. تدل أسواره على الأهمية الاستراتيجية والحربية التي أعطيت لهم، حيث يبلغ طول كل من الحصون حوالي 185 متراً وارتفاعها 4 أمتار وعرضها من 4 إلى 6 أمتار. في الداخل كانت مساكن للحارس وبقية التبعيات. كانت قلاعًا آسيوية بها العديد من الأبراج. في بعض الأحيان، يشكل الجدار الخارجي منحدرًا يمنحه مقاومة أكبر عند القاعدة؛ كانت الأبواب تحميها حصون ويمكن إخفاؤها بممر يتيح الوصول إلى باب ثان.
كما توجد بقايا سيراميك من عصر الهكسوس، مما يعني أن هذا الطريق كان يستخدم في جميع العصور. أما القلعة الثانية فقد اكتشف أنها رُممت إبان الاحتلال الفارسي لمصر. تم استخدام الطريق من قبل كل من يتجه شرقا، مثل سنوسرت (الأسرة الثانية عشرة)، أحمس من الأسرة الثامنة عشر، رمسيس الثاني، إلخ. كان للمصريين ميزة امتلاك النيل كوسيلة نقل فعالة، واستخدموا أحد الأذرع السبعة التي امتلكها النهر: تلك التي وصلت إلى سيناء، وهي ذراع البلوسيوم. بُنيت الحصون بعد طرد الهكسوس.
تم ذكر المسار في عدة نصوص تشير إلى الحرب ضد الهكسوس والتي تظهر في لوحة لمعبد سيتي الأول بالكرنك، وهناك وصف لـ طريق حورس في نص مكتوب تحت حكم تحتمس الثالث وفي بردية عن حرب الملك أحمس الأول.

### تل الغابة
كان تل الغابة يقع بجوار بحيرة يسقيها ذراع النيل البيلوزي في سهل شمال سيناء. كان موقعها استراتيجيًا: على الحد الشرقي للدلتا، بالقرب من طريق حورس وميناء الفرما وعلى الحبل الساحلي الذي يفصل المستنقعات الساحلية عن البحيرة الداخلية.
تم العثور على بقايا برج بمساحة 500 متر مربع مبني بالطوب اللبن، والذي تقوم بدراسته الباحثة الأرجنتينية بيرلا فوسكالدو. تم استبدال المباني الأولى التي كانت تحتوي على جدران من القصب بمبنى من الطوب اللبن بدون أساسات، والذي كان يحتوي على ست غرف (واحدة للتخزين) وفرنين. في مناطق أخرى يتم اكتشاف بقايا مبان أخرى، بعضها في وقت لاحق.
ومن بين المكتشفات بقايا أسماك المياه العذبة وطيور وأغنام. كما يتم طحن الحجارة، والفخار المصنوع من طين النيل، وتمثال صغير من الطين يمثل رجلاً يمتطي صهوة حصان، ومبراة سكاكين من الحجر الخفاف، وخرز من الخزف والعظم، وقلادة مصنوعة من صفين من كرات الذهب يبلغ قطرها مليمتر واحد.
كما تم العثور على أشياء مستوردة من كنعان وسوريا وقبرص وأماكن أخرى: علب عطور وأواني للمراهم، وقوارير للنبيذ والزيت، وأوزان للمقاييس التي تشير إلى أهمية التجارة.

### الفرما
الفرما، التي أطلق عليها الإغريق اسم بيلوسيوم، كانت موجودة في نهاية الذراع البيلوزية لنهر النيل، للدفاع عن الطرف الشرقي للدلتا. كانت المدينة في أوقات السلم مركزًا تجاريًا ذا أهمية كبيرة، ومع البطالمة أصبحت ثاني أهم ميناء بعد الإسكندرية، وجهة طرق شرق البحر الأبيض المتوسط التي تم التفاوض عليها هناك، وكذلك القوافل القادمة من كنعان، التي استمرت بضاعتها في السفن إلى وجهاتها المختلفة.
يعرف هيرودوت وسترابو أهمية الميناء، فضلاً عن أوصاف المستودعات والعادات والمعرفة بصناعة المنسوجات والسيراميك، ولكن حتى الآن لم يتم العثور إلا على بقايا المدينة الرومانية: قلعة ومضمار ومسرح وحمامات. من المدينة السابقة، تم العثور فقط على سور الميناء، وجبانة وبقايا الميناء.

تم بناء القلعة الحالية على أنقاض حريق اشتعلت فيه أثناء الغزو الفارسي، تبلغ مساحتها 200 × 400 م، ويصل عرضها إلى 30 م، وتتكون من 36 برجًا، مع ثلاثة بوابات.

### ثارو
أول حصن على الطريق كان قلعة ثارو (تل الحبوة). تقع ثارو على بعد 3 كيلومترات شرق ما يعرف الآن بقناة السويس و 6.5 كيلومترات من ساحل البحر الأبيض المتوسط، وكانت المحطة الأولى للجيش المصري عندما غادر إلى شرق البلاد، والأقدم على الطريق. في العقود الماضية تم فحص آثار هذه القلعة، حيث تم اكتشاف معبد في عام 2001 يؤكد أن الإله حورس كان حامي المنطقة. كما تم العثور على صورتين لحورس ولوحة من الحجر الجيري منقوش عليها مشهد لأمير يُدعى نحسي يقدم نفسه أمام الإله بانيب جد.
تشغل القلعة مساحة 150 م²، وفيها مستودعات وصوامع ومعابد وقصور واسطبلات، وكلها محاطة بسور يبلغ سمكه ستة أمتار وارتفاعه أربعة أمتار. تم بناء كل ذلك من الطوب اللبن. يتكون الحصن من أربعة أبراج مربعة الشكل. تبلغ المساحة الإجمالية حوالي 400 م²، مع بحيرة اصطناعية صغيرة في المنطقة الجنوبية كانت بمثابة حماية.
ويشير الأمين العام للمجلس الأعلى للآثار، زاهي حواس، إلى أهمية المخازن الكبرى القادرة على استيعاب أطنان من المواد الغذائية.
وهذا يؤكد أن القلعة كانت مستودع إمداد مركزي للجيش المصري المسؤول عن حراسة الحدود الشرقية لمصر.
كما تنص على أن ثارو مبني على مستوطنة من عصر الهكسوس، والتي تظهر من خلال أشياء مختلفة: تابوت من الجرانيت، ومومياوتان، وفخار. المومياوات، واحدة مستلقية والثانية ويداه متقاطعتان على صدره، تعودان إلى أواخر عصر الهكسوس.
وجد علماء الآثار المصريون الذين قاموا بالتحقيق فيها، بقايا من الحمم البركانية في القلعة، والتي تشير التقديرات إلى أنها تعود إلى 1500 قبل الميلاد. جيم، التاريخ الذي اندلع فيه بركان سانتوريني.

### العريش
العريش، مدينة النخيل، كانت معقل الطريق الشرقي. وهي غنية بالموارد الطبيعية وذات قيمة إستراتيجية كبيرة، وكانت نقطة الانطلاق لغزو هيكسا، وقام ملوك الأسرتين الثامنة عشر والتاسعة عشر بتوسيعها واحتفظوا بوحدات عسكرية هناك، وحفروا الآبار ووضعوا إجراءات الأمن الجمركي، والتدابير ذات الصلة.

### حصون أخرى
ومن الحصون الأخرى المشهورة التي تنتمي للطريق حصون مجدولوس (الهر) وسيلا (أبو صيفي) وجيرا (المحمدية).

## طريق البحر
شكل طريق حورس القسم الأول من طريق البحر، الذي ربط منف بدمشق، حيث انضم إلى طريق الملوك.